# 寂鉴寺石殿
寂鉴寺石殿位于中国江苏省苏州市吴中区藏书镇天池山，1957年被列为江苏省文物保护单位，2006年被列为第六批全国重点文物保护单位。

## 历史
元至正十七年（1357年）建寂鉴庵。明以后改为寺。现存石殿、佛龛及造像均建于元代。石殿坐北朝南，面阔三间（7.64米），进深二间（5.52米），单檐歇山顶，殿后紧挨岩壁。石殿东西侧各有依佛龛而建的石屋一座，分别题为“兜率宫”和“极乐园”，均为面阔一间、进深半跨的仿木抱厦式石屋，西石屋重檐歇山顶，内部佛龛为阿弥陀佛立像，东石屋单檐歇山顶，内部佛龛为弥勒佛立像。